# Kees Wieringa
Kees Wieringa (1957) is een Nederlands pianist, componist,  programmamaker, schrijver, cultureel ondernemer en voormalig museumdirecteur. Hij werd in eerste instantie bekend door zijn uitvoering van werken van de Nederlandse componisten Jakob van Domselaer, Daniël Ruyneman en Simeon ten Holt. Behalve als pianist is hij ook bekend als maker van radio- en televisieprogramma's. Daarnaast is hij actief met theaterprojecten van theatermaakster Moos d'Herripon. Hij was directeur van diverse culturele instellingen en vanaf 2016 directeur van het Al Thani Museum in Qatar, waarover hij het boek 'Inshallah' heeft geschreven. In 2022 is hij een eigen cultureel centrum in Frankrijk begonnen onder de naam YXIE - Manoir des Arts.

## Levensloop
Wieringa studeerde aan het Sweelinck Conservatorium in Amsterdam. Hij maakte in 1991 zijn debuut in Londen, New York en Jakarta, en heeft sindsdien concerten gegeven in diverse landen, onder meer in 1994 in Carnegie Hall in de Verenigde Staten en in Rusland. Daarnaast werkte Wieringa mee aan radio- en televisieprogramma's. Hij was gastdocent aan de Princeton-universiteit, de New York-universiteit en enkele conservatoria in Rusland.
Kees Wieringa speelde niet alleen in vele vermaarde concertzalen in binnen- en buitenland, maar geeft hij met evenveel elan concerten op een klein eiland bij Japan of op een plein in Bogota waar de straatjeugd zijn veiligheid moet waarborgen. Ook in zijn repertoire, in zijn interpretaties, in de samenstelling van zijn programma's en de keuze van zijn collega musici sijpelt zijn avonturenmentaliteit door.

### Solist
Als solist trad Wieringa op met onder andere het Residentie Orkest, het Radio Symfonie Orkest, Het Balletorkest en het Noord Nederlands Orkest. Als pianist nam hij deel aan diverse festivals, waaronder het Festival Nieuwe Muziek te Middelburg, het Festival Oude Muziek te Utrecht, het Bang on a Can Festival in New York en de 'Ferienkurse' in Darmstadt in 1992. Hij bracht cd's uit met muziek van Beethoven, Liszt en Simeon ten Holt. Hij maakte bovendien een serie cd's Nederlandse sonatines voor piano, met een overzicht van de Nederlandse pianomuziek in de 20e eeuw. Verscheidene componisten hebben composities aan hem opgedragen.

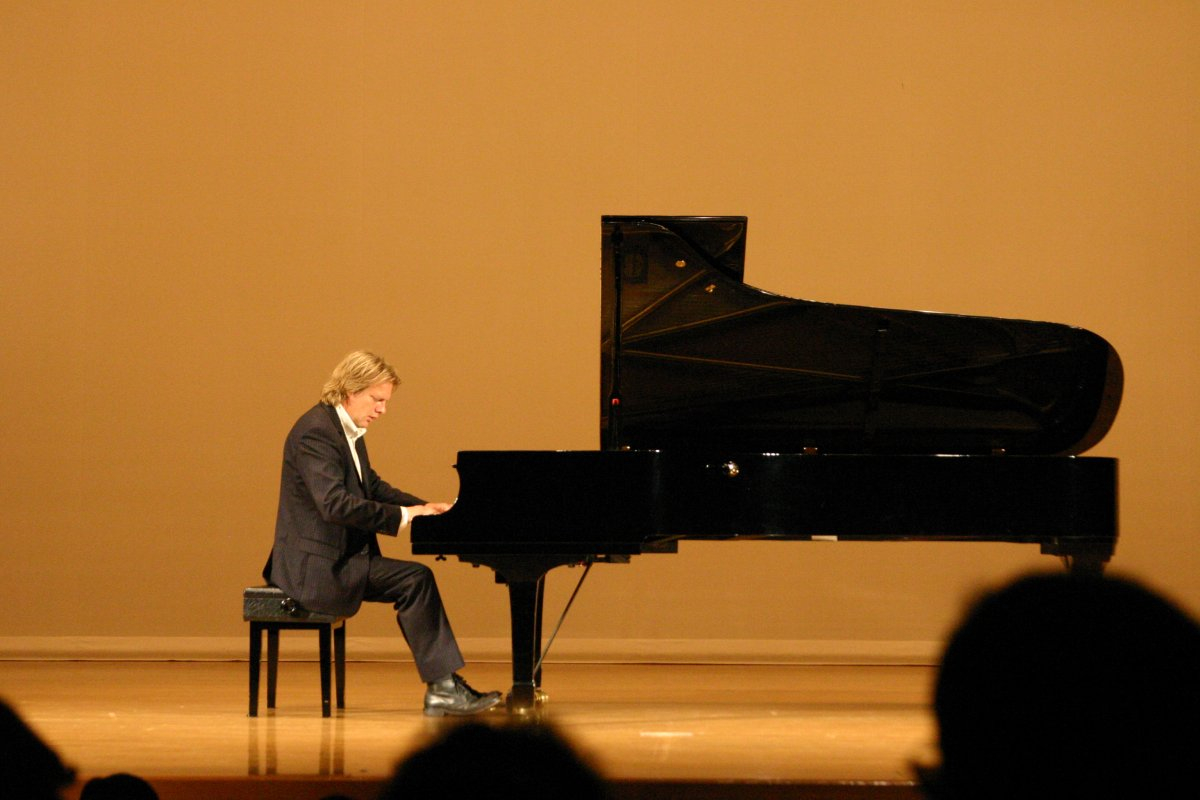
Kees Wieringa in Japan (2007)

### Componist
Naast het geven van concerten maakte Kees Wieringa ook radio- en televisieprogramma’s en componeerde veel waaronder een opera ‘Het Volmaakt Rood’ met The Lau in de hoofdrol.

### Museumdirecteur
Wieringa vervult diverse bestuursfuncties. Zo was hij directeur-bestuurder van cultureel centrum YXIE in Alkmaar (2008-2012) en Kranenburgh, culturele buitenplaats in Bergen (2012-2016). Hij realiseerde in Bergen grote tentoonstellingen met onder andere Sjoerd Buisman en Joost Zwagerman. In 2016 werd hij directeur van het Kunsthuis Amsterdam Art Rooms. In hetzelfde jaar volgde zijn benoeming tot algemeen directeur van het Sheikh Faisal Bin Qassim Al-Thani Museum in Qatar.

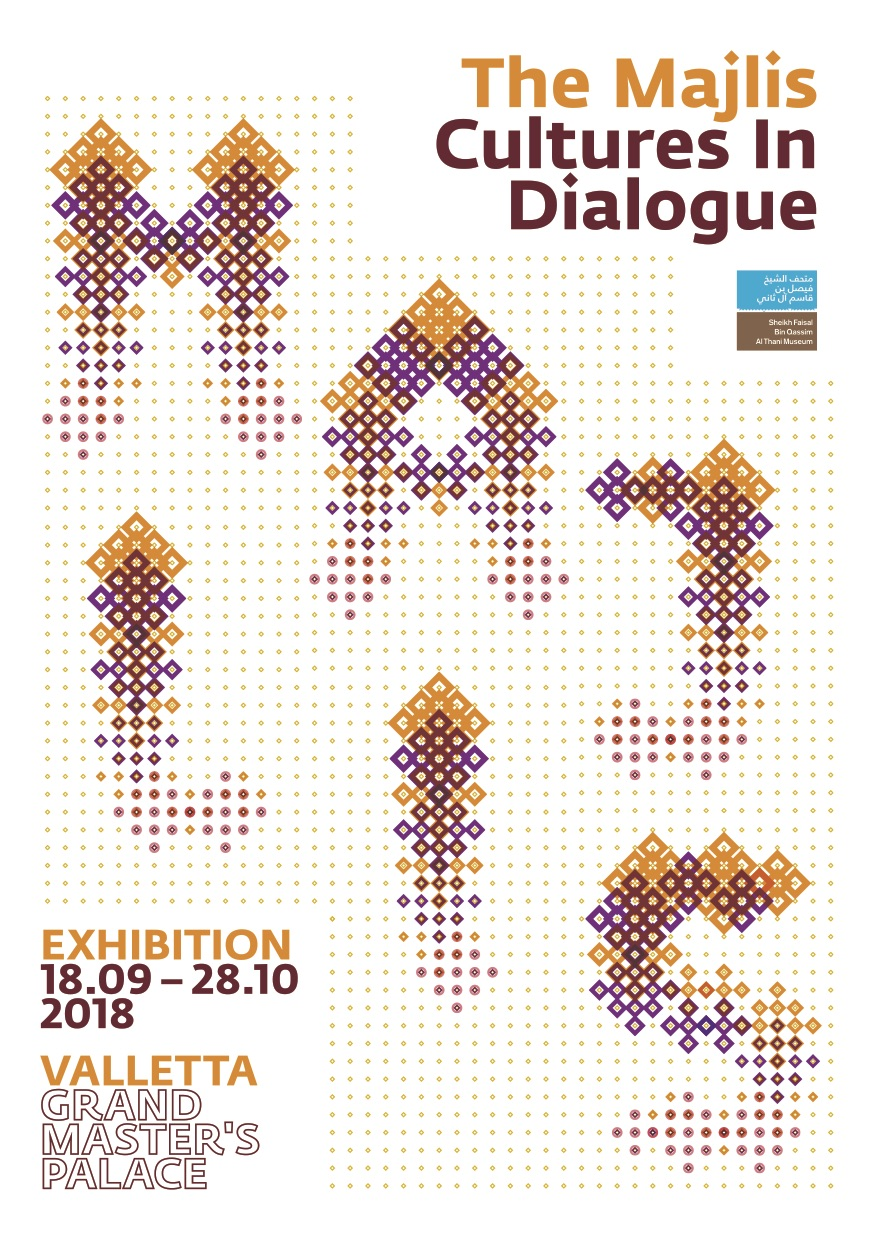
Cultures in Dialogue

In 2019 heeft Kees Wieringa met UNESCO vanuit Qatar een groot rondreizend project door Europa en de VS georganiseerd onder de titel ‘Cultures in Dialogue’ om een brug te slaan tussen oost en west. Kees Wieringa publiceerde ook een boek onder de titel The Majlis - Cultures in Dialogue
Momenteel realiseert Kees Wieringa met Moos d’Herripon een Manoir des Arts ten zuiden van Parijs.

## Composities
- C in Klein (1996), elektronische muziek
- Het Monument (1999), elektronische muziek - 41'47"
- Vluchten (1999), muziek voor slagwerk, ud en zang - 49'35"
- Touch (1999), elektronische muziek en piano - 71'30"
- Wit (1999), elektronische muziek - 8'10"
- Zwart (1999), elektronische muziek - 8'30"
- Blauw (1999), elektronische muziek - 32'
- Petersburg, een stadscompositie (2001), elektronische muziek - 60'
- Tokyo, een stadscompositie (2001)
- Winterslaap (2001)
- Theo van Doesburg (2002)
- Midas (2003)
- Opening GCO (2004)
- BAG (2005)
- Esfahan (2006)
- Zorro (2006)

## Discografie
- Jurriaan Andriessen - portret van Hedwig (Do Records 008)
- Boudewijn Buckinx - In De Buurt Van Neptunus (Cassa Nova REC CNR 950821)
- Alvin Curran – for Cornelius (Do Records 009)
- Theo van Doesburg (Do Records 005)
- Jakob van Domselaer – Pianoconcerten no.1 en 2 (NM Classics)
- Jakob van Domselaer – Pianomuziek (Do Records 001)
- Een Nieuwe Lente (Beethoven/Liszt) (Do Records 007)
- Morton Feldman Session - DVD  (Do Records 201)
- Morton Feldman – Untitled Composition (Attacca 9160–3)
- Simeon ten Holt – Canto Ostinato (Emergo Classics EC 3944-2)
- Simeon ten Holt – Incantatie IV (CDJD 18 SH)
- Simeon ten Holt – Lemniscaat (CLAR 53317–19)
- Simeon ten Holt – Méandres (NM Classics 92106)
- Simeon ten Holt – Natalon in E /Cyclus aan de Waanzin (CDJD 13 SH)
- Simeon ten Holt – Soloduiveldans no.2 (WVH 055)
- Simeon ten Holt – Soloduiveldans no.3 en Eadem Sed Aliter (Do Records 003)
- De Ploeg, Daniel Ruyneman en zijn tijd (Do Records 002)
- Nederlandse Sonatines voor piano 1 (Do Records 004)
- Nederlandse Sonatines voor piano 2 (Do Records 006)
- Jacob ter Veldhuis – Diverso Il Tempo (BVHaast)
- Jacob ter Veldhuis – Heartbreakers (Emergo Classics)
- Jacob ter Veldhuis - Shining City (Basta 3091 742)
- Jacob ter Veldhuis - Suites of Lux (Basta 3091 752)
- Kees Wieringa – Zorro (Do Records 010)
- Kees Wieringa – BAG (Do Records 011)
- Canto Ostinato Revisited (Do Records 014)

### Albums
| Album met eventuele hitnotering(en) in de Nederlandse Album Top 100 | Datum van verschijnen | Datum van binnenkomst | Hoogste positie | Aantal weken | Opmerkingen      |
| ------------------------------------------------------------------- | --------------------- | --------------------- | --------------- | ------------ | ---------------- |
| Simeon ten Holt - Canto ostinato                                    | 2012                  | 01-12-2012            | 83              | 1*           | met Polo de Haas |

### Bestseller 60
| Boeken met noteringen in de Nederlandse Bestseller 60 | Jaar van verschijnen | Datum van binnenkomst | Hoogste positie | Aantal weken | Opmerkingen |
| ----------------------------------------------------- | -------------------- | --------------------- | --------------- | ------------ | ----------- |
| Inshallah                                             | 2021                 | 17-02-2021            | 24              | 2            |             |